# Стэплтон-Коттон, Фрэнсис, 4-й виконт Комбермер
Фрэнсис Линч Веллингтон Стэплтон-Коттон, 4-й виконт Комбермер (англ. Francis Lynch Wellington Stapleton-Cotton, 4th Viscount Combermere; 29 июня 1887 — 8 февраля 1969) — британский пэр.

## Происхождение и образование
Родился 29 июня 1887 года. Единственный сын Роберта Стэплтона-Коттона, 3-го виконта Комбермера (1845—1898), и Изабель Мариан (урожденной Четвинд) Пул (? — 1930), бывшей жены Кадворта Холстеда Пула из Марбери-холла (главного шерифа Чешира).
Его дедушкой и бабушкой по отцовской линии были полковник Веллингтон Стэплтон-Коттон, 2-й виконт Комбермер (1818—1891), и Сьюзен Элис Ситуэлл (дочь сэра Джорджа Ситуэлла, 2-го баронета).
Он получил образование в школе Харроу в Лондоне.

## Карьера
После смерти отца 20 февраля 1898 года 10-летний Фрэнсис унаследовал титул 9-го баронета Коттона из Комбермера (созданного для его предка сэра Роберта Коттона в баронете Англии в 1677 году), а также титул 4-го барона Комбермера из Комбермера (созданного для Стэплтона Коттона в пэрстве Соединённого королевства в 1814 году за его заслуги в битве при Пиренеях, битве при Ортезе и битве при Тулузе во время Пиренейской войны) и титул 4-го виконта Комбермера из Бхартпура (также созданного для Степлтона Коттона в пэрстве Соединённого королевства в 1827 году за его успехи в качестве главнокомандующего в Индии).
В 1916 году виконт Комбермер получил звание лейтенанта в Королевской гарнизонной артиллерии (специальный резерв) и воевал в Первой мировой войне с 1916 по 1919 год, где был ранен. Он занимал должность заместителя лейтенанта Херефордшира с 1953 по 1960 год.

## Личная жизнь
30 октября 1913 года лорд Комбермер женился первым браком на Хейзел Луизе Агню (? — 15 апреля 1943), второй дочери Генри де Курси Агню (второго сына сэра Эндрю Агню, 8-го баронета, от его жены леди Луизы Ноэль, дочери Чарльза Ноэля, 1-го графа Гейнсборо) и Этель Энн Гофф (дочери капитана Томаса Уильяма Гоффа, и Доротеи Фицкларенс, дочери преподобного лорда Августа Фицкларенса, незаконнорожденного сына короля Вильгельма IV). Они развелись в 1926 году. Первый брак был бездетным.
1 января 1927 года виконт Комбермир женился вторым браком на кузине своей первой жены, Констанции Мари Кэтрин Драммонд (3 июня 1893 — 29 июня 1968), младшей дочери подполковника сэра Фрэнсиса Дадли Уильямса-Драммонда (младшего сына сэра Джеймса Уильямса-Драммонда, 3-го баронета, и Маргерит Вайолет Мод Эгнью (младшей дочери сэра Эндрю Эгнью, 8-го баронета). У супругов было двое сыновей:
- Майкл Веллингтон Стэплтон-Коттон, 5-й виконт Комбермер (8 августа 1929 — 3 ноября 2000)[8], старший сын и преемник отца. В 1961 году он женился на Памеле Коулсон, дочери преподобного Роберта Густавуса Коулсона[3].
- Капитан достопочтенный Дэвид Питер Дадли Стэплтон-Коттон (6 марта 1932 — 24 октября 2021), в 1955 году он женился на Сьюзан Номакепу Албу, второй дочери сэра Джорджа Албу, 2-го баронета[3].

Лорд Комбермер скончался 8 февраля 1969 года. Его титул унаследовал его старший сын Майкл.